# Streptosyllis websteri
Streptosyllis websteri – gatunek wieloszczeta z rzędu Phyllodocida i rodziny Syllidae. Zamieszkuje północną część systemu oceanicznego Atlantyku. Bytuje w wodach płytkich. Żeruje na drobnych organizmach zwierzęcych i protistach.

## Taksonomia
Gatunek ten opisany został po raz pierwszy w 1914 roku przez Rowlanda Southerna. Jako miejsce typowe autor wskazał zatoki Ballinakill i Bofin w irlandzkim hrabstwie Galway. Epitet gatunkowy nadany został na cześć Harrisona Edwina Webstera, jednego z kreatorów rodzaju Streptosyllis. W 1981 roku Thomas H. Perkins opisał nowy gatunek Streptosyllis pettiboneae, jako miejsce typowe wskazując wody przybrzeżne Hutchinson Island u wybrzeży Florydy, epitet gatunkowy nadając na cześć Mariana H. Pettibone’a. Gatunek ten zsynonimizowany został z S. websteri w 2003 roku przez Guillermo San Martína. Synonimizację tę uznają autorzy World Polychaeta database.

## Morfologia
Wieloszczet ten osiąga od 3,2 do 5 mm długości ciała. Ciało jest stosunkowo krótkie, delikatnie zbudowane, na przednim końcu słabo, na tylnym zaś bardzo silnie zwężone. W jego skład wchodzi między 30 a 50 segmentów szczecinkonośnych (chetigerów). Na ciele brak jest wzoru barwnego.
Prostomium ma kształt niemal pięciokątny. W przednio-brzusznej części wyposażone jest w parę małych, nitkowatych, zrośniętych podstawami głaszczków z parą poduszeczkowatych płatów wentralnych i parą brodawek widocznych na przedniej krawędzi prostomium. W przednio-bocznych częściach prostomium leżą dwie pary czułków bocznych o gładkiej powierzchni, walcowatym kształcie i długości niewiele większej niż ono. W pobliżu środka prostomium, między pierwszą parą oczu wyrasta pojedynczy czułek środkowy o długości dwukrotnie większej niż ono. W tylno-bocznych częściach prostomium leży para orzęsionych narządów nuchalnych. Za zmysł wzroku odpowiadają dwie pary dużych oczu o okrągłym kształcie i rudobrązowej barwie rozmieszczonych na planie trapezu oraz para drobnych plamek ocznych na przedzie prostomium. Perystom (segment bukalny) jest krótszy od pozostałych, widoczny od strony grzbietowej, zaopatrzony w dwie pary gładkich cirrusów okołogębowych (mackowatych). Mogąca się wywracać w formę ryjka gardziel jest szeroka, nieuzbrojona, pozbawiona walw wewnętrznych, wyposażona w wieniec delikatnych papilli, ku tyłowi sięgająca do trzeciego–piątego chetigeru. Niemal trzykrotnie dłuższy od gardzieli przedżołądek ma beczułkowaty kształt i rozciąga się od piątego do siódmego segmentu.
Grzbietowa strona ciała pozbawiona jest brodawek (papilli). Parapodia są jednogałęziste – tylko neuropodium jest dobrze rozwinięte, występują jednak na nich oba cirrusy, grzbietowy (dorsalny) i brzuszny (wentralny). Acikule mają główkowato zgrubiałe wierzchołki, a te w parapodiach chetigerów od drugiego do piątego są dwukrotnie grubsze niż w parapodiach pozostałych chetigerów. Cirrusy grzbietowe są dobrze rozwinięte, gładkie, maczugowate, długości czułków lub nieco dłuższe; część z nich ma ziarnistości, wskutek których sprawiają wrażenie członowanych. Cirrusy brzuszne są długie, palcowate, dłuższe od płatów parapodialnych i szczecin, zaopatrzone w przysadziste cirrofory i cienkie wierzchołki. Począwszy od chetigeru pierwszego pojedyncze szczecinki grzbietowe proste (niezłożone) są lekko zakrzywione, jednozębne i piłkowane na brzegu, a począwszy od chetigeru szóstego zaopatrzone w przezroczysty kapturek u szczytu. Szczecinki brzuszne proste nie występują. Począwszy od pierwszego chetigeru występują szczecinki złożone o krótkich, dwuzębnych blaszkach, a od chetigeru szóstego takie o blaszkach wydłużonych, zaopatrzonych w dwa ząbki przedkońcowe i lekko piłkowanych oraz takie o blaszkach niewyraźnie rozdwojonych. Na parapodiach chetigerów od drugiego do piątego występują zmodyfikowane szczecinki złożone – dwie grzbietowe z dwoma zębami, długimi blaszkami i piłkowanymi krawędziami oraz od pięciu do ośmiu brzusznych o grubych trzonkach i krótkich, dwuzębnych blaszkach.
Pygidium zaopatrzone jest w trzy cirrusy analne – dwa boczne i jeden środkowo-brzuszny.

## Biologia i ekologia
Są to zwierzęta morskie, wolno żyjące, preferujące płytkie wody przybrzeżne. Żerują na drobnych organizmach zwierzęcych i protistach. W ich przewodach pokarmowych znajdywano szczątki okrzemek, otwornic, małżoraczków oraz widłonogów z rzędu Harpacticoida.
Występuje u nich rozwój z epitokią w formie epigamii. Osobniki niedojrzałe żyją na dnie wód, wchodząc w skład zoobentosu. Przy osiąganiu dojrzałości płciowej powiększają się ich oczy i przydatki głowowe, a u samców rozwijają się pławne szczeciny grzbietowe (notochety), umożliwiające przejście w pływającą fazę pelagiczną. Osobniki w fazie rozrodczej spotykane są niemal w ciągu całego roku, brak jest doniesień tylko z kwietnia i czerwca.

## Rozprzestrzenienie
Zasięg gatunku określa się jako atlantycko-śródziemnomorski. Z wód europejskich znany jest z Morza Śródziemnego, Egejskiego, Jońskiego, Bałtyckiego (w tym wód polskich, gdzie jest jedynym reprezentantem Syllidae), Północnego, Irlandzkiego, Celtyckiego, kanału La Manche, Zatoki Biskajskiej oraz wód Atlantyku oblewających Wielką Brytanię od północy oraz Irlandię od zachodu. Dalej na południe występuje u wybrzeży Wysp Kanaryjskich. Po zachodniej stronie Atlantyku występuje wzdłuż wybrzeży Ameryki Północnej od Mielizny Nantucket na północy po Zatokę Meksykańską (na południe po wody oblewające Jukatan).